# Alchemilla acutiformis
Alchemilla acutiformis är en rosväxtart som beskrevs av S.E. Fröhner. Alchemilla acutiformis ingår i släktet daggkåpor, och familjen rosväxter. Inga underarter finns listade i Catalogue of Life.